# 744 (číslo)
Sedm set čtyřicet čtyři je přirozené číslo. Následuje po čísle sedm set čtyřicet tři a předchází číslu sedm set čtyřicet pět. Římskými číslicemi se zapisuje DCCXLIV a řeckými číslicemi ψμδ.

## Matematika
744 je:
- Abundantní číslo
- Složené číslo
- Nešťastné číslo

## Astronomie
- (744) Aguntina je planetka hlavního pásu, kterou objevil v roce 1913 Joseph Rheden

## Roky
- 744
- 744 př. n. l.